# Aaron Himelstein
Aaron Himelstein (né le 10 octobre 1985) est un acteur américain qui est principalement connu pour son rôle d'Austin Powers jeune dans Austin Powers dans Goldmember et Friedman, le meilleur ami de Luke Girardi, dans Le Monde de Joan.  Il a également écrit, réalisé, et monté le court-métrage Sugar Mountain.
Il a fait des apparitions dans différentes séries telles que Love Therapy, Boston Public, North Shore : Hôtel du Pacifique, Dr House, et Community et est apparu dans le film High Fidelity.
Il fait partie des amis proches des vedettes Michael Welch et Chris Marquette de la série Le Monde de Joan. Welch et lui se connaissaient depuis plusieurs années mais ne sont devenus amis que lorsque la série a commencé en 2003.
Il fut en couple avec Leighton Meester (actrice dans Gossip Girl)

## Filmographie
- 2000 : High Fidelity
- 2002 : Austin Powers dans Goldmember
- 2006 : Down the P.C.H.
- 2006 : Fast Food Nation
- 2006 : Bachelor Party Vegas
- 2007 : The Beautiful Ordinary
- 2007 : All the Boys Love Mandy Lane
- 2008 : The Informers (2008)